# Wandering Papas
Pour plus de détails, voir Fiche technique et Distribution.
Wandering Papas est film muet américain de comédie réalisé par Stan Laurel, sorti en 1926.

## Fiche technique
- Titre original : Wandering Papas
- Réalisation : Stan Laurel
- Scénario : Edward Dillon, Carl Harbaugh, Stan Laurel, James Parrott et Hal Yates
- Intertitres : H. M. Walker
- Photographie : Frank Young, Glen Carrier et Len Powers
- Directeur de la production : F. Richard Jones
- Producteur : Hal Roach
- Société de production : Hal Roach Studios
- Société de distribution : Pathé Exchange
- Pays de production : États-Unis
- Langue : intertitres en anglais
- Format : Noir et blanc - 35 mm - 1,37:1  -  Muet
- Genre : comédie
- Longueur : deux bobines
- Date de sortie : États-Unis : 21 février 1926

## Distribution
Source principale de la distribution :
- Clyde Cook : le cuisinier
- Oliver Hardy[2] : Le contremaître
- Sally O'Neil[3] : Susie, la fille de l'ermite
- Tyler Brooke : Onion, l'ingénieur
- Adolph Milar[4] : l'ermite

Reste de la distribution non créditée
- Sammy Brooks : un ouvrier
- William Gillespie :
- Jules Mendel :